# Diego Pérez
Diego Fernando Pérez Aguado (født 18. maj 1980 i Montevideo, Uruguay) er en uruguayansk tidligere fodboldspiller, der spillede som defensiv midtbanespiller. Han spillede gennem karrieren for de uruguayanske klubber Defensor Sporting og CA Peñarol, samt for AS Monaco i Frankrig og italienske Bologna.

## Landshold
Pérez spillede 86 kampe og lavede to scoringer for Uruguays landshold, som han debuterede for i 2001. Han var en del af den uruguayanske trup der vandt bronze ved Copa América i 2004 og blev nummer fire i 2007. Han deltog også ved VM i 2010 i Sydafrika.

## Personlige liv
Pérez bror hedder Omar Pérez, og er også professionel fodboldspiller.